# (319227) Erichbär
(319227) Erichbär, désignation internationale (319227) Erichbar, est un astéroïde de la ceinture principale.

## Description
(319227) Erichbar est un astéroïde de la ceinture principale. Il fut découvert le 9 janvier 2006 à Radebeul par Martin Fiedler. Il présente une orbite caractérisée par un demi-grand axe de 3,08 UA, une excentricité de 0,09 et une inclinaison de 10,4° par rapport à l'écliptique.

## Compléments